# Plectroglyphidodon dickii
Plectroglyphidodon dickii is een straalvinnige vissensoort uit de familie van rifbaarzen of koraaljuffertjes (Pomacentridae). De wetenschappelijke naam van de soort is voor het eerst geldig gepubliceerd in 1839 door Liénard.